# Ismail Akbay
Ismail Akbay (* 17. Oktober 1930 in Tirilye, Türkei; † 26. Juli 2003 in Huntsville, USA) war ein türkischer Ingenieur, und der erste Türke, der bei der NASA gearbeitet hat. 

## Leben
Ismail Akbay wurde 1930 in Tirilye nahe Bursa geboren. Nach seinem Abitur am Haydarpaşa Lisesi ging er 1953 an die University of Tennessee at Chattanooga, USA, um Physik zu studieren. Er schloss sein Studium in Technischer Physik 1956 als Diplomphysiker ab.
Akbay wurde von Wernher von Braun ausgewählt, um Chefingenieur für die F1 Engine Integration auf der Apollo Saturn V-S1C Rocket zu werden. Akbay hat auch die Saturn 1B / H-1 Engine Integration für die Apollo-Sojus-Rendezvous-Mission vorangetrieben. Ismail Akbay arbeitete von 1963 bis 1975 im Führungsmanagement der NASA. Während dieser Zeit führte er als Projektleiter verschiedene Projekte bei der NASA wie z. B. Apollo, Skylab und Apollo-Sojus.
Nach seiner Karriere bei der NASA arbeitete Akbay am Technologietransfer aus der Raumfahrttechnik in den US-amerikanischen Privatsektor und der Kommerzialisierung anderer föderal finanzierter Technologien.
Bei einem Technologietransfermeeting 1996 stellte Ismail Akbay Kaya Tuncer seine Vision über die Gründung eines Space Camps in der ägäischen Freihandelszone in der Türkei vor. Im Juni 2000 nahm Ismail Akbay an der Eröffnungsfeier des Space Camps Türkei teil.
Seine 31-jährige Karriere bei der NASA brachte ihm die Anerkennung als einer der wichtigsten Forscher in der Luft- und Raumfahrttechnik in den USA. Nach der Mondlandung 1969 berichteten türkische Medien über Akbay als "den Türken, der bei der Mondlandung mithalf".
Im Jahr 2003 starb Ismail Akbay im Alter von 72 Jahren beim Brand seines Hauses in Huntsville. Er konnte noch rechtzeitig seine Frau retten, ging jedoch wieder ins Haus, um seinen Hund zu retten, und starb an einer Rauchvergiftung.